# 奇太
奇太（日语： Ki-Ta */?）為日本職棒阪神虎的吉祥物。主題是一隻老虎。

## 特徵
- 奇太是拉奇的弟弟。
- 胸前字樣為「2011」，背後字樣為「キー太」。和托拉奇、拉奇相同，帽子都可以摘下。
- 身形較托拉奇、拉奇小，且外型可愛，不僅有阪神虎迷的喜愛，也受許多女性、幼童歡迎。[3]